# Юрьев, Леонид Васильевич
Леони́д Васи́льевич Ю́рьев (16 [29] июня 1915 — 17 января 1944) — участник Великой Отечественной войны, старший лётчик-наблюдатель 98-го гвардейского отдельного разведывательного авиационного полка Главного командования ВВС Красной армии, Герой Советского Союза, гвардии старший лейтенант.

## Биография
Леонид Васильевич Юрьев родился 16 [29] июня 1915 года в селе Платава Льговского уезда Курской губернии (ныне Конышёвский район Курской области). По окончании школы фабрично-заводского ученичества и рабфака работал токарем в городе Кропоткине Краснодарского края.
В 1937 году призван в ряды Красной Армии. В 1940 году окончил Краснодарское военное авиационное училище штурманов. В боях Великой Отечественной войны с июня 1941 года. Служил в составе 4-го отдельного авиационного разведывательного полка (с июня 1943 года — 98-го гвардейского отдельного авиационного полка дальних разведчиков).
За период боевой работы к январю 1944 года гвардии старший лейтенант Л. В. Юрьев на самолётах Пе-2 и Пе-3 совершил 90 успешных боевых вылетов на разведку объектов, коммуникаций и группировок войск в глубоком тылу противника. Летал в одном экипаже с В. М. Николаенко.
Выполняя боевые задания, обнаружил и сфотографировал 108 аэродромов, 193 железнодорожных узлов и больших станций, 1315 танков, 1840 квадратных километров оборонительных рубежей, 2890 вагонов, 6230 автомашин, 56 батальонов пехоты и много других военных объектов.
За это время самолёт гвардии старшего лейтенанта Л. В. Юрьева 24 раза попадал под интенсивный обстрел зенитной артиллерии противника, 13 раз вступал в бои с истребителями противника. Лётчик четыре раза возвращался на свой аэродром на повреждённом самолёте.
В ходе разведывательного полёта накануне боёв на Курской дуге, ведя постоянный контроль за войсками противника, их группировкой и передвижением, гвардии старший лейтенант Л. В. Юрьев обнаружил в районе Роговка — Куракино 490 танков и до 950 автомашин противника. Ценные разведывательные сведения были использованы командованием фронта при разработке плана наступательной операции.
11 марта 1943 года, при выполнении боевого задания в районе Орла, самолёт гвардии старшего лейтенанта Л. В. Юрьева попал под огонь зенитной артиллерии противника. Осколками снарядов самолёт был повреждён, но, несмотря на это, он продолжил разведку, выполнив поставленную перед ним боевую задачу.
На обратном курсе гвардии старший лейтенант Л. В. Юрьев обнаружил вражеский аэродром, на котором было сосредоточено 60 самолётов противника, и сфотографировал его. После выполнения задания отлично посадил повреждённый самолёт на своем аэродроме и доставил командованию ценные разведывательные данные о расположении войск противника.
17 января 1944 года во время выполнения боевого задания самолёт гвардии старшего лейтенанта Л. В. Юрьева был атакован шестью вражескими истребителями Focke-Wulf Fw 190 Würger. В ходе неравного боя отважный лётчик погиб. Вместе с ним погиб и гвардии младший лейтенант В. М. Николаенко.
Оба Героя похоронены в селе Песковка (Бородянский район Киевской области).
Указом Президиума Верховного Совета СССР от 13 апреля 1944 года за образцовое выполнение боевых заданий командования на фронте борьбы с немецкими захватчиками и проявленные при этом отвагу и геройство гвардии старшему лейтенанту Юрьеву Леониду Васильевичу посмертно присвоено звание Героя Советского Союза.

## Награды
- Медаль «Золотая Звезда» Героя Советского Союза (13.04.1945);
- орден Ленина (13.04.1945);
- орден Красного Знамени (04.07.1943);
- орден Красной Звезды (24.04.1943);
- медали.

## Память
- Именем Героя названа улица в пгт Песковка Бородянского района Киевской области.